# Dicogaster coronada
Dicogaster coronada är en fjärilsart som beskrevs av Barnes 1904. Dicogaster coronada ingår i släktet Dicogaster och familjen ädelspinnare. Inga underarter finns listade i Catalogue of Life.

## Bildgalleri

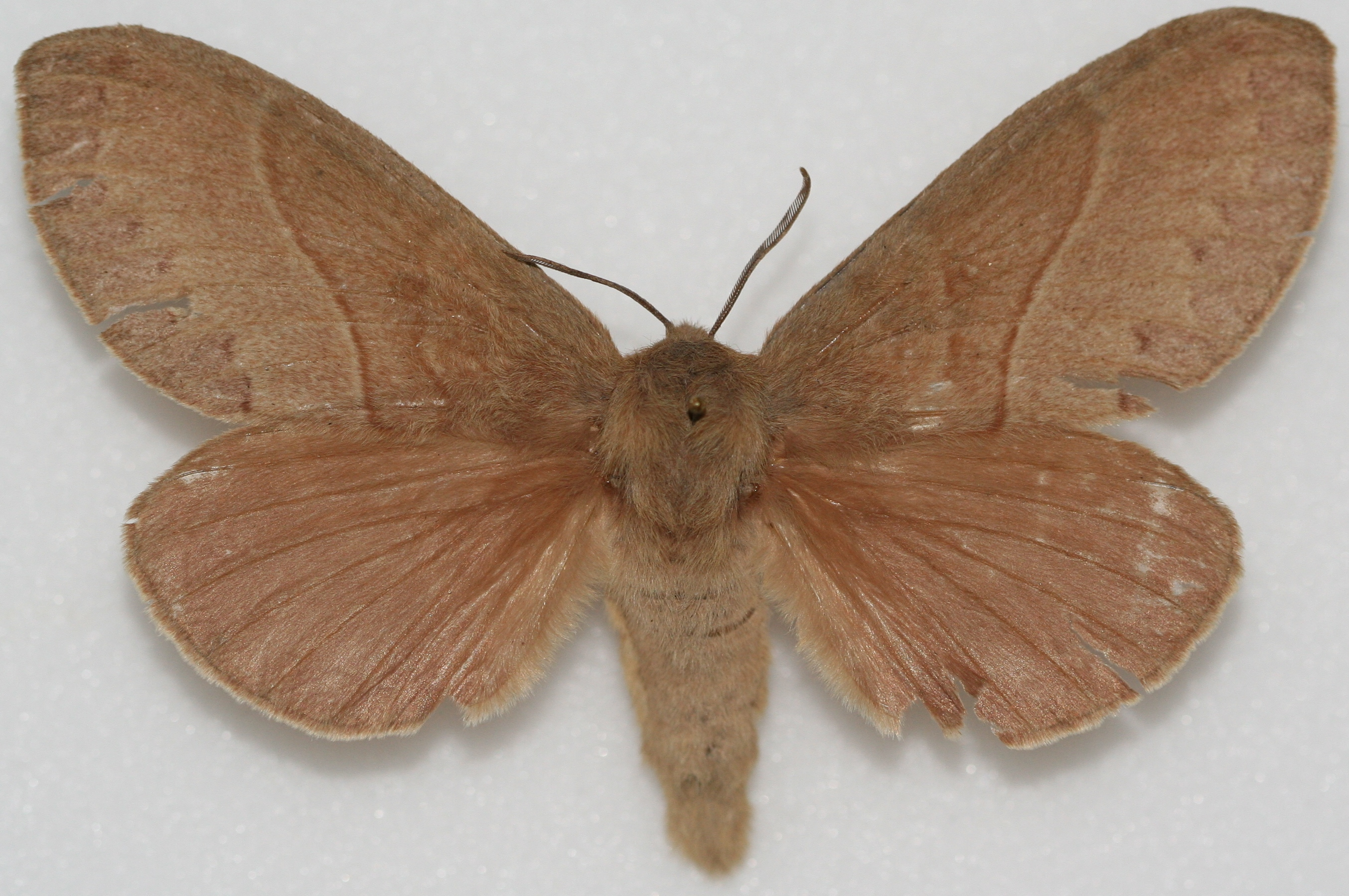